# Formation trinationale
 (avril 2017).
Si vous disposez d'ouvrages ou d'articles de référence ou si vous connaissez des sites web de qualité traitant du thème abordé ici, merci de compléter l'article en donnant les références utiles à sa vérifiabilité et en les liant à la section « Notes et références ».
Il existe dans la région Alsace trois formations trinationales :
1. La Formation Trinationale d'Ingénieurs (FTI) nouvellement renommée FTM ;
2. International Business Management (IBM)[1] ;
3. Formation Trinationale en Génie Civil[2].

## Description
Ces trois formations ont lieu dans trois pays à la fois; à savoir la France, l'Allemagne et la Suisse (germanophone). Les promotions sont constituées d'élèves venant des trois pays.